# Holmberg-Katalog
Der Holmberg-Katalog ist ein 1937 von Erik Bertil Holmberg zusammengestellter Katalog von 827 Galaxien-Mehrfachsystemen, hauptsächlich Galaxienpaaren. Holmbergs Auswahlkriterium war die Beziehung
{\displaystyle {\frac {\xi }{D_{1}+D_{2}}}<2}
wobei
{\displaystyle \xi } = Abstand zwischen den Galaxienzentren
{\displaystyle D_{1},D_{2}} = Durchmesser der beteiligten Galaxien.
Der Katalog enthält Galaxien bis zu einer Magnitude von 16, ist aber vollständig nur bis zu einer Magnitude von 14,5.
Zirka 40 % der Katalogdaten sind Fehlinterpretationen, das heißt schwache Sterne wurden auf Grund der damals unzureichenden Qualität der verwendeten Fotoplatten fälschlicherweise als Galaxien eingestuft. Dennoch gilt der Katalog als Beginn der Doppelgalaxien-Forschung.
Die Galaxienpaare bzw. Mehrfachsysteme aus dem Katalog werden als Holm plus laufende Katalognummer zitiert. So ist beispielsweise Holm 427 das Paar aus NGC 4567 und NGC 4568, das auch als NGC 4567/8 bekannt ist. Holm 820 ist das Galaxientrio aus NGC 7769, NGC 7770 und NGC 7771.